# Cerro Tusa
Cerro Tusa är ett berg i Colombia.   Det ligger i departementet Antioquía, i den centrala delen av landet, 240 km nordväst om huvudstaden Bogotá. Toppen på Cerro Tusa är 1 897 meter över havet, eller 457 meter över den omgivande terrängen. Bredden vid basen är 1,8 km.
Terrängen runt Cerro Tusa är bergig åt nordost, men åt sydväst är den kuperad. Runt Cerro Tusa är det ganska tätbefolkat, med 120 invånare per kvadratkilometer. Närmaste större samhälle är Venecia, 3,6 km öster om Cerro Tusa. Omgivningarna runt Cerro Tusa är en mosaik av jordbruksmark och naturlig växtlighet.